# Старовірівка (Берестинський район)
Старові́рівка — село в Україні, у Берестинському районі Харківської області. Населення становить 3543 осіб. Орган місцевого самоврядування — Старовірівська сільська рада.

## Географія
Село Старовірівка знаходиться у Старовірівського водосховища на річці Берестовенька, недалеко від її витоків. Село витягнуто вздовж річки на 15 км. Нижче за течією примикає до сіл Кирилівка і Гранове.
Через село проходить автомобільна дорога Т 2118. За 3 км проходить залізниця, найближчі станції Широкий і Власівка.

## Історія
Село виникло в першій половині XVIII ст. Засновниками його були переселенці-старообрядці з Курської та Орловської губерній.
За даними на 1859 рік у казенному селі Костянтиноградського повіту Полтавської губернії, мешкало 5772 особи (2824 чоловічої статі та 2948 — жіночої), налічувалось 821 дворове господарство, існували православна церква, сільське училище, сільська управа, відбувалось 3 ярмарки на рік.
Станом на 1885 рік у колишньому державному селі, центрі Старовірської волості, мешкало 6500 осіб, налічувалось 989 дворових господарств, існували 3 православні церкви, школа, поштова станція, 2 постоялих двори, 8 постоялих будинків, 4 лавки і 156 вітряних млинів, відбувалось 2 щорічних ярмарки.
За переписом 1897 року кількість мешканців зросла до 8089 осіб (4111 чоловічої статі та 3978 — жіночої), з яких 8082 — православної віри.
Під час організованого радянською владою Голодомору 1932—1933 років померло щонайменше 116 жителів села.
1941 року Старовірівка була зайнята німецькими військами.
Колишній орган місцевого самоврядування — Старовірівська сільська рада.

## Економіка
- Молочно-товарна і свино-товарна ферми.
- КСП «Знамя».
- Приватне сільськогосподарське підприємство «Маяк».
- Приватне сільськогосподарське підприємство «Мрія».
- ТОВ «Дружба».

## Об'єкти соціальної сфери
- Комунальний заклад «Старовірівський ліцей Старовірівської сільської ради Нововодолазького району Харківської області»[6]
- 2 неповні середні школи.
- Дитячий садок.
- Будинок культури.
- Клуб.
- Шкільний краєзнавчий музей середньої школи.
- Старовірівка дільнична лікарня (земська лікарня, побудована за кошти місцевого бюджету в 1911 році).
- 2 фельдшерсько-акушерських пункти.
- Аптека.
- Центр надання адміністративних послуг Старовірівської сільської ради[7]

## Релігія
- Іоанно-Богословський храм.
- Церква «Блага вість»

## Постаті
- Апальков Олександр Володимирович (нар. 1961) — український письменник, перекладач. Член Спілки журналістів України.
- Апальков Володимир Вікторович (1964—1984) — радянський військовик, учасник афганської війни.
- Бєлоус Андрій Анатолійович (1999—2023) — старший солдат збройних сил України, учасник російсько-української війни.
- Митрополенко Анатолій Іванович (1946—2002) — український учений-агроном, доктор сільськогосподарських наук, професор.